# Arquidiocese de Lomé
A Arquidiocese de Lomé (Archidiœcesis Lomensis) é uma circunscrição eclesiástica da Igreja Católica situada em Lomé, Togo. Seu atual arcebispo é Nicodème Anani Barrigah-Benissan. Sua Sé é a Catedral do Sagrado Coração de Lomé.
Possui 61 paróquias servidas por 291 padres, abrangendo uma população de 2 035 800 habitantes, com 29,3% da dessa população jurisdicionada batizada (596 823 católicos).

## História
A prefeitura apostólica da Togolândia foi erigida em 12 de abril de 1892, recebendo o território da prefeitura apostólica de Daomé (atual Arquidiocese de Cotonu). A nova circunscrição eclesiástica foi entregue aos cuidados da Sociedade do Verbo Divino.
Em 16 de março de 1914 a prefeitura apostólica foi elevada a vicariato apostólico com o breve Divinitus commissum do Papa Pio X. Por conta da Primeira Guerra Mundial, o primeiro vigário apostólico, Franziskus Wolf, de origem alemã, não pode tomar posse da sua Sé.
No final da guerra, o vicariato apostólico, confiado à Sociedade das Missões Africanas, de origem francesa, foi dividido em duas colônias distintas, confiadas a França e Reino Unido. Em 15 de março de 1923, a parte sob domínio inglês foi cedida a favor da ereção do vicariato apostólico da Baixa Volta (hoje diocese de Keta-Akatsi)
Em 18 de maio de 1937 o vicariato apostólico do Togo foi dividido em dois pela ereção da prefeitura apostólica de Sokodé (hoje uma diocese). No ano seguinte, em 14 de junho, alterou o nome para vicariato apostólico de Lomé por força do decreto Præterito anno da Sacra Congregação de Propaganda Fide.
O vicariato apostólico foi elevado à dignidade de arquidiocese metropolitana em 14 de setembro de 1955 com a bula Dum tantis do Papa Pio XII.
Em 29 de setembro de 1964 cedeu uma parte do seu território para a ereção da Diocese de Atakpamé.
Entre 8 e 10 de agosto de 1985 recebeu a visita apostólica do Papa João Paulo II.
Em 1 de julho de 1994 cedeu outras partes de território em vantagem da ereção das dioceses de Aného e de Kpalimé.

## Prelados
|                          | Nome                                         | Período    | Notas          |
| Arcebispos               | Arcebispos                                   | Arcebispos | Arcebispos     |
| ------------------------ | -------------------------------------------- | ---------- | -------------- |
| 5º                       | Nicodème Anani Barrigah-Benissan †           | 2019-2024  |                |
| 4º                       | Denis Komivi Amuzu-Dzakpah                   | 2007-2019  |                |
| 3º                       | Philippe Fanoko Kossi Kpodzro †              | 1992-2007  |                |
| 2º                       | Robert-Casimir Tonyui Messan Dosseh-Anyron † | 1962-1992  |                |
| 1º                       | Joseph-Paul Strebler, S.M.A. †               | 1955-1961  |                |
| Bispo                    |                                              |            |                |
| 6º                       | Joseph-Paul Strebler, S.M.A. †               | 1945-1955  |                |
| 5º                       | Jean-Marie Cessou, S.M.A. †                  | 1923-1945  |                |
| 4º                       | Franziskus Wolf, S.V.D. †                    | 1914-1921  |                |
| 3º                       | Nikolaus Schönig, S.V.D. †                   | 1907-1914  |                |
| 2º                       | Hermann Bücking, S.V.D. †                    | 1896-1899  |                |
| 1º                       | Johann Schäfer, S.V.D. †                     | 1892-1894  |                |
| Administrador apostólico |                                              |            |                |
|                          | Isaac Jogues Agbémenya Kodjo Gaglo           | 2024-      | Bispo de Aného |